# Steinbach (Sassnitz)
Der Steinbach ist ein Bach in der Stadt Sassnitz auf der Insel Rügen.
Der Bach entspringt im Nationalpark Jasmund und fließt dann nach Süden aus dem Nationalpark heraus und durch das bebaute Gebiet der Stadt Sassnitz. Außerhalb des Nationalparks ist er seit 1860 vollständig verrohrt worden, wurde jedoch 2003 auf einem kleinen Streckenabschnitt wieder geöffnet: Vom Teich im Tierpark Sassnitz an ist er zunächst verrohrt, dann folgt der wiedergeöffnete Abschnitt, der bis an die Bergstraße reicht. Unterhalb der Bergstraße fließt er verrohrt zwischen Rosen- und Marktstraße und dann entlang der Straße „Bachpromenade“ durch die Altstadt hinunter bis zur Strandpromenade. Dort mündet er nahe der Seebrücke in die Ostsee. Seit der Neugestaltung der Strandpromenade 1995 ist die Mündung wieder freigelegt und wird durch eine Metallstele markiert.
Nach dem Bach sind in Sassnitz außer der Straße „Bachpromenade“ auch die „Bachstraße“ und der „Steinbachweg“ benannt. Durch das bebaute Gebiet der Stadt fließt außer dem Steinbach auch der Tribberbach in Sassnitz-Lancken.

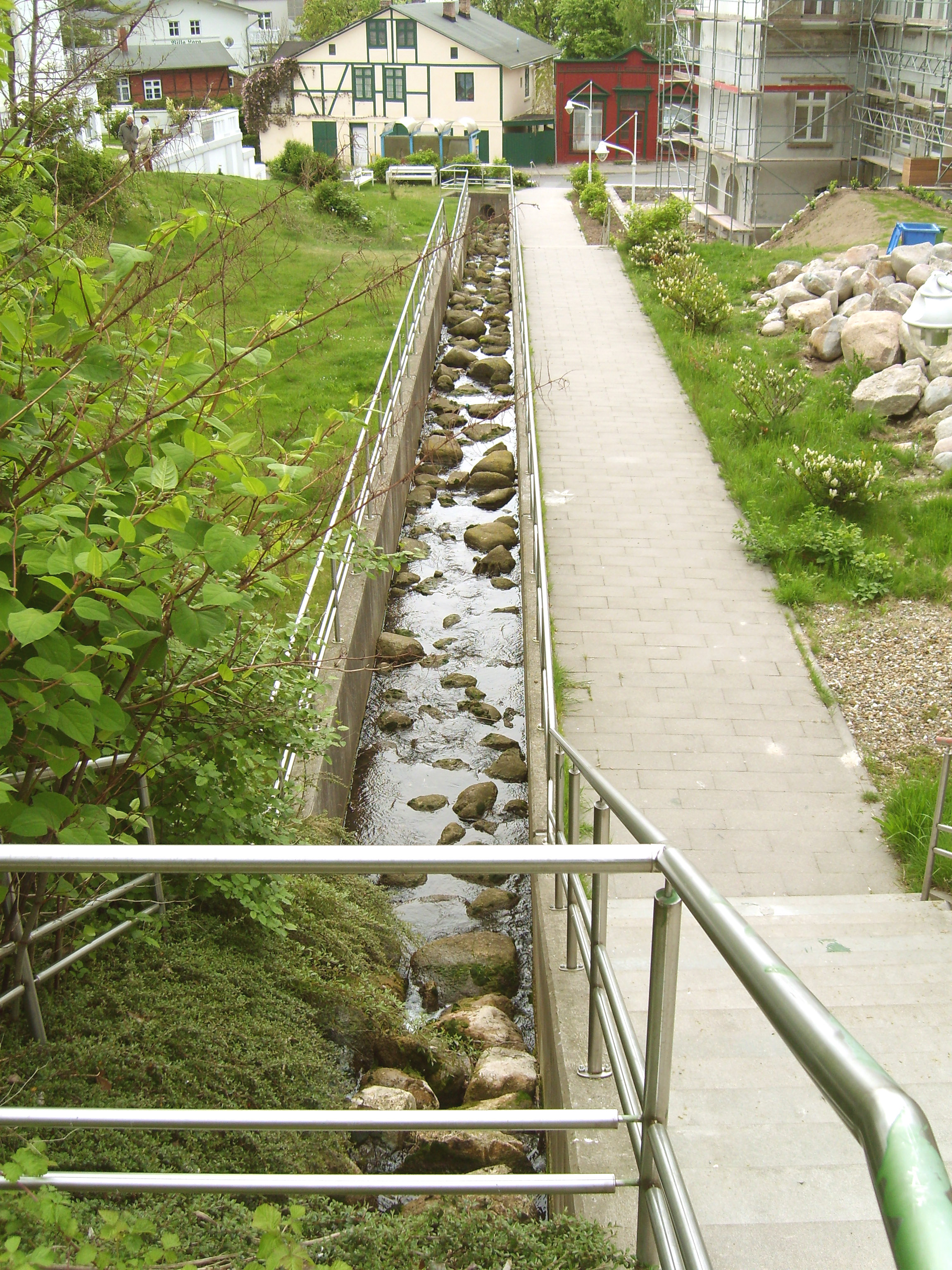
Wiedergeöffneter Abschnitt mit Blick auf die Bergstraße
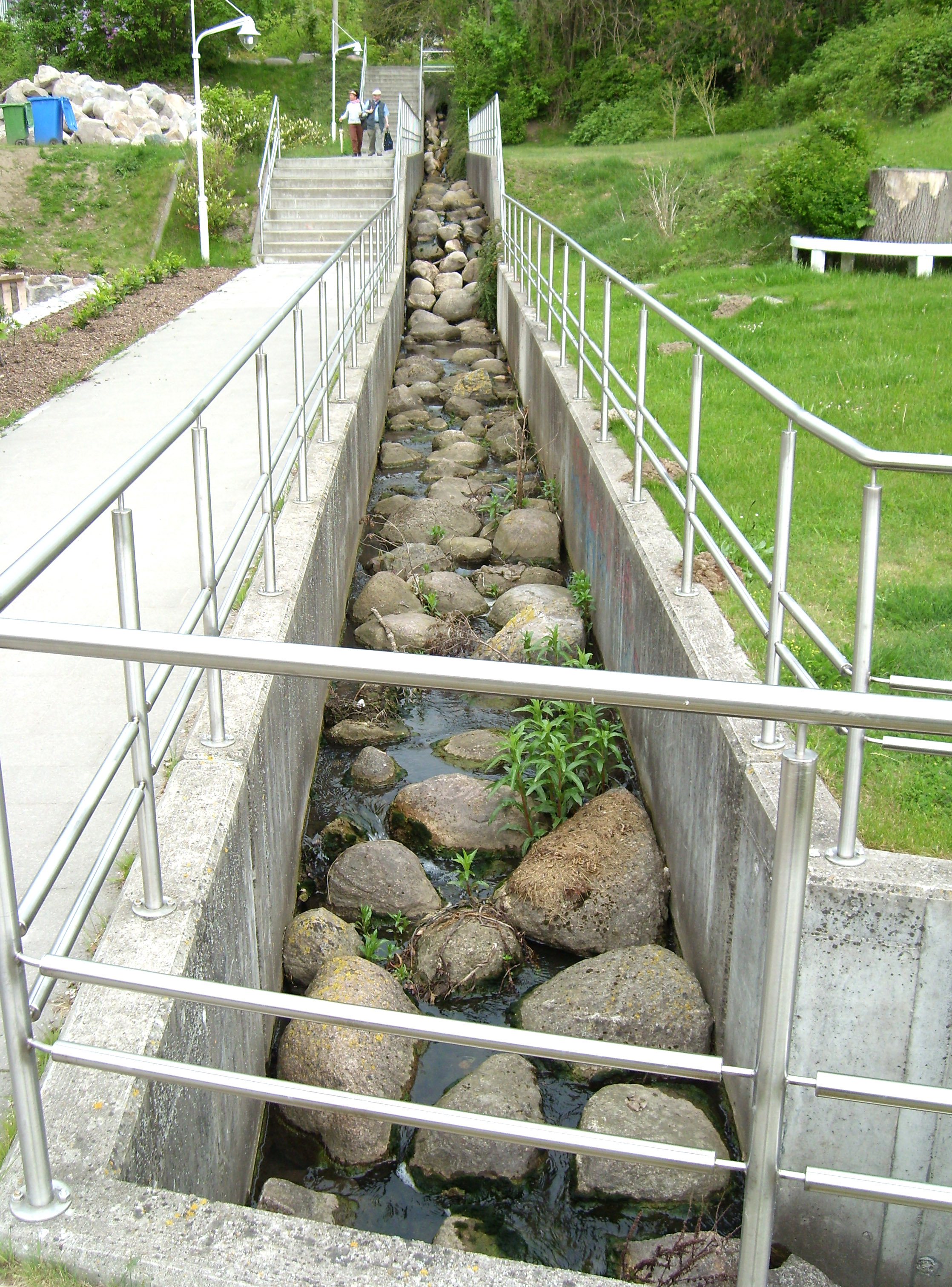
Wiedergeöffneter Abschnitt mit Blick aus Richtung Bergstraße